# Foued Mansour
Pour les articles homonymes, voir Mansour.
Foued Mansour est un réalisateur et scénariste français. Né à Paris de parents tunisiens, il décide, après une licence de géographie, de se consacrer au cinéma.
Son court métrage La Raison de l'autre a valu en 2009 le Prix ADAMI d'interprétation, Meilleure Comédienne à Chloé Berthier. Un homme debout a été couronné en 2011 par un Prix Beaumarchais et un Ours de bronze pour le film lui-même et un Prix du public d'interprétation masculine à Samuel Jouy, l’acteur principal.

## Filmographie
Réalisateur
- 2012 : La Dernière Caravane (film, 2012)  (court métrage)
- 2011 : Un homme debout (court métrage)
- 2009 : La Raison de l'autre (court métrage)
- 2005 : La Barrière des préjugés (court métrage), avec Luc Saint-Éloy
- 2004 : Yvan le prévisible (court métrage)[1]
- 2019 : Le Chant d'Ahmed

Scénariste
- 2012 : La Dernière Caravane (film, 2012)  (court métrage)
- 2011 : Un homme debout (court métrage)
- 2009 : La Raison de l'autre (court métrage)
- 2004 : Yvan le prévisible (court métrage)[1]

Directeur de production
- 2009 : Les Violette de Benoît Cohen (assistant unit manager)

Acteur
- 2005 : Le Petit lieutenant de Xavier Beauvois : Stups 5

Assistant réalisateur
- 2003 : Confessions de minuit (court métrage) de Pablo Guirado Garcia (premier assistant réalisateur)

## Distinctions
- : Festival international du court-métrage de Clermont-Ferrand 2009 : Prix ADAMI d'interprétation, Meilleure Comédienne à Chloé Berthier dans La Raison de l'autre
- : Festival Jean Carmet de Moulins 2009 : Prix du Public, Meilleure interprétation féminine à Chloé Berthier dans La Raison de l'autre
- : 26e Festival européen du film court de Brest en 2011 : Prix Beaumarchais pour Un homme debout[2],[3]
- : Festival des Nations d'Ebensee en 2011 : Ours de bronze pour Un homme debout[4]
- : Festival Jean Carmet des Seconds Rôles 2011 (édition no 17), Compétition Jeune Espoir - Prix du public d'interprétation masculine à Samuel Jouy dans Un homme debout (rôle principal)[5]
- Festival du Cinéma Méditerranéen de Montpellier (CINEMED) 2012 : Prix Association Beaumarchais pur La Dernière Caravane.